# Gruyères (kraina historyczna)
Gruyères - kraina historyczna w Szwajcarii. Hrabstwo, a następnie okręg u północnych podnóży Alp Fryburskich, w otoczeniu doliny rzeki Sarine.
Wspominane już w XII wieku, hrabstwo Gruyères (franc. Comté de Gruyères) zostało podzielone w 1555 między Berno i Fryburg. Baliwowie berneńscy (de Saanen lub Gessenay) oraz fryburscy (de Gruyère) funkcjonowali odpowiednio do 1798 i do 1814. Z terenów baliwatu fryburskiego utworzono następnie Okręg Gruyère (franc. district de la Gruyère), którego osią stała się rzeka Sarine. Od 1798 do 1848 jego obszar zmieniał się kilkakrotnie. Od 1848 obejmuje tereny od Montbovon po Pont-la-Ville i Le Bry przy północnym krańcu dzisiejszego jeziora Lac de la Gruyère. 
W połowie XIX wieku okręg liczył 17,1 tys. mieszkańców. W 2003 na terenie 28 gmin o łącznej powierzchni 489,4 km² mieszkało ich 40,3 tys. 
Stolicą okręgu była gmina Gruyères, a od 1848 jest nią Bulle. 
Mieszkańcy okręgu mówią językiem francuskim, z wyjątkiem gminy Jaun (fr. Bellegarde), której mieszkańcy należą już do niemieckiego obszaru językowego.